# Constitución de Paraguay
La Constitución de la República del Paraguay es la carta magna que establece el marco jurídico y político fundamental de la nación. Fue promulgada el 20 de junio de 1992, tras una larga dictadura militar que gobernó el país durante más de tres décadas. Introdujo importantes cambios en comparación con la Constitución anterior, que databa de 1967 y había sido impuesta por el régimen dictatorial. Representa la quinta carta magna del país desde su independencia en 1811 y se distingue como la primera de carácter verdaderamente democrático en la historia paraguaya.
La Constitución reconoce los derechos y deberes de los ciudadanos, organiza los poderes del Estado y garantiza la separación de poderes. El Poder Legislativo recae en el Congreso, el Ejecutivo en el presidente de la República y el Judicial en un sistema de tribunales.

Escudo del Paraguay.

Bandera de la República del Paraguay.

## Antecedentes

### Reglamentos gubernamentales de 1813
El reglamento gubernamental, aprobado por el Congreso en octubre de 1813, constaba de diecisiete artículos y establecía un sistema ejecutivo liderado por dos cónsules, siendo José Gaspar Rodríguez de Francia y Fulgencio Yegros los designados para ocupar dichos cargos. Asimismo, se estableció una legislatura compuesta por mil representantes. Dado el contexto de un país en peligro de guerra, se reconoció la importancia de las fuerzas militares, por lo que el reglamento otorgaba a cada cónsul el rango de general de brigada y se dividían equitativamente las fuerzas armadas y arsenales entre ellos.
Sin embargo, a lo largo de diez años, la figura de Yegros y el poder legislativo fueron eliminados, quedando Rodríguez de Francia como único gobernante, ejerciendo un gobierno directo hasta su fallecimiento en 1840.

### Ley de Administración Pública de 1844
En 1841, el cónsul Carlos Antonio López solicitó a la legislatura una revisión del reglamento vigente. Tres años después, se promulgó una nueva ley que otorgaba a López poderes tan amplios como los que habían permitido a Rodríguez de Francia gobernar.
El Congreso estaba compuesto por destacados miembros de la sociedad, como abogados, terratenientes y patricios, quienes tenían la capacidad de crear e interpretar las leyes. Sin embargo, solo el presidente tenía la autoridad para ordenar su promulgación y ejecución.
La ley no imponía restricciones significativas a las facultades del presidente, excepto por un límite de mandato de diez años. Además, esta ley carecía de garantías de derechos civiles y, curiosamente, la palabra «libertad» no aparecía en su texto. A pesar de esta limitación, el Congreso continuó reeligiendo a López de por vida. En 1856, se realizó una enmienda a esta constitución, eliminando requisitos como ser ciudadano, mayor de 45 años y estar casado, y se otorgó al presidente el poder de designar a su sucesor. Esto abrió el camino para que Francisco Solano López, hijo de Carlos Antonio López, un militar soltero menor de 45 años, asumiera la presidencia tras la muerte de su padre.

### Constitución de 1870
La Constitución aprobada por la Convención el 25 de noviembre de 1870, de inspiración liberal y basada en las leyes fundamentales de los Estados Unidos de América, Argentina y otros países de Occidente, establecía el más amplio y comprensivo sistema de derechos y garantías, sin privar por ello al Estado de los medios idóneos para la eficaz atención de los intereses sociales. Bajo su imperio y sin transgredirla en nada, pudieron regir la «Ley de Colonización y del Hogar» y otras disposiciones agraristas, así como también funcionaron el Departamento Nacional del Trabajo, el Banco Agrícola del Paraguay, con su Oficina Revisora de Frutos, y la Oficina Cambios, luego transformada en Banco de la República. Reconocía la Carta Magna el principio de la soberanía popular y organizaba el gobierno de acuerdo al sistema de separación de poderes. El poder legislativo, bicameral, a cargo de un Senado y una Cámara de Diputados, era el único legislador, sin perjuicio de la facultad promulgatoria del ejecutivo y de su derecho de veto. Las instituciones de la interpelación parlamentaria y del juicio político ponían en sus manos poderosos medios de controlar y moderar a los otros dos poderes. El poder ejecutivo lo desempeñaba un presidente de la República, paraguayo natural, cristiano, de treinta años cumplidos, nombrado por sufragio indirecto, que duraba cuatro años en sus funciones y no podía ser reelegido hasta transcurridos dos períodos completos desde su cese en el mando.
Lo asistían cinco ministros que podía nombrar y remover a su arbitrio, los cuales refrendaban su firma en los decretos y demás actos de gobierno. Sustituto legal de aquel era el vicepresidente de la República, que debía reunir los mismos requisitos personales, era electo simultáneamente y presidía el Senado. Componían el poder judicial, el Superior Tribunal de Justicia, de tres miembros nombrados por el ejecutivo con acuerdo del Senado, y tribunales y juzgados inferiores. Inspirada en el interés general y elaborada por los representantes de la Nación, la Constitución de 1870 rigió por espacio de casi tres cuartos de siglo la vida política y social del Paraguay. Aunque nunca cumplida en su plenitud, fue un estatuto respetado. Durante su vigencia, el Paraguay se encaminó, de modo gradual y generalmente sostenido, al funcionamiento integral del sistema democrático representativo de gobierno.

### Constitución de 1940
En 1939, el presidente José Félix Estigarribia, en respuesta a un estancamiento político, tomó la decisión de disolver el Congreso y se autoproclamó dictador. Con el objetivo de enfatizar su deseo de cambio, Estigarribia descartó la Constitución vigente y promulgó una nueva en julio de 1940. Esta nueva constitución reflejaba la preocupación de Estigarribia por la estabilidad y el poder, y por lo tanto otorgaba al Estado un poder considerable y amplio.
Bajo este régimen político, el presidente era elegido mediante elecciones directas y tenía un mandato de cinco años, con la posibilidad de reelección por un período adicional. El presidente tenía amplios poderes que le permitían intervenir en la economía, controlar los medios de comunicación, reprimir grupos privados, suspender las libertades individuales y tomar medidas excepcionales en beneficio del Estado. Como parte de esta estructura, el Senado fue abolido y se limitó el poder de la Cámara de Representantes.
Un nuevo órgano llamado Consejo de Estado fue establecido, siguiendo el modelo corporativista de Italia y Portugal, con el objetivo de representar los intereses de diversos grupos, incluyendo empresas, sectores agrícolas, entidades bancarias, fuerzas militares y la Iglesia católica. El papel de las fuerzas militares era garantizar la salvaguarda de la Constitución y mantener el orden dentro del país.

### Constitución de 1967
Después del golpe de Estado de 1954, el presidente Alfredo Stroessner gobernó durante sus primeros trece años bajo la Constitución de 1940. Una asamblea constituyente convocada por él mismo en 1967, mantuvo el marco general de la Constitución de 1940 y dejó intacto el amplio alcance del Poder Ejecutivo. Sin embargo, se restablecieron el Senado y la Cámara de Diputados. Además, la asamblea permitió que el presidente Stroessner fuese reelegido por otros dos períodos más, porque se admitía una reelección, pero la misma se contaría recién después de las elecciones de 1968.
La Constitución de 1967 contiene un preámbulo, 11 capítulos con 231 artículos, y un último capítulo de disposiciones transitorias. El primer capítulo contiene once «estados fundamentales» la definición de una amplia variedad de temas, incluyendo el sistema político (una república unitaria con un gobierno democrático representativo) y la religión oficial (catolicismo). Declara como lengua oficial el español y como lenguas nacionales el español y el guaraní (Artículo 5: Los idiomas nacionales de la República son el español y el guaraní. Será de uso oficial el español.). Los siguientes dos capítulos con el territorio, divisiones administrativas, la nacionalidad y la ciudadanía. El capítulo cuarto contiene una serie de «disposiciones generales», tales como estados que prohíben el uso de poderes dictatoriales, exigir a los funcionarios públicos a actuar de conformidad con la Constitución y la defensa nacional y el orden público confiar a las fuerzas armadas y la policía, respectivamente.
El capítulo cinco, con sesenta y siete artículos, es por mucho la sección más corta de la Constitución, y se ocupa en detalle de los derechos de la población. En este capítulo se garantiza la libertad de la población y la igualdad ante la ley. Además de los amplios derechos individuales, enunciados en treinta y tres artículos, hay secciones que cubren derechos sociales, económicas, laborales, y políticos. Por ejemplo, el artículo 111 establece que: El sufragio es derecho, deber y función pública del elector... Su ejercicio será obligatorio dentro de los límites que se establezcan por la ley, y nadie puede defender o recomendar la abstención electoral.
La formación de los partidos políticos también está garantizada, aunque los partidos que defendían la destrucción del régimen republicano o el sistema representativo democrático multipartidista no están permitidos. En este capítulo también especifica diez obligaciones de los ciudadanos, incluyendo la obediencia a la Constitución y las leyes, la defensa del país, y el empleo en actividades legales. El capítulo ocho identifica la reforma agraria como uno de los factores fundamentales para el logro del bienestar rural. También pide la adopción de sistemas equitativos de distribución de la tierra y la propiedad. La colonización se proyecta como un programa oficial que involucra no sólo los ciudadanos sino también los extranjeros.
Los capítulos del nueve al diez, se refieren a la composición, selección, y las funciones del poder legislativo, ejecutivo, judicial y fiscal general, respectivamente. El capítulo once aborda disposiciones para modificar o reescribir la Constitución. El último capítulo contiene artículos transitorios, el más importante de los cuales establece que para efectos de elegibilidad y de reelección del presidente, se tendrán en cuenta únicamente de los términos que se completará después de que el plazo debido presidencial expirase el 15 de agosto de 1968. La enmienda constitucional del 25 de marzo de 1977, modificaba este artículo para permitir elecciones indefinidas.

## Constitución de 1992
En las elecciones constituyentes del 1 de diciembre de 1991, el Partido Colorado (ANR) obtuvo el 55 % de los votos, convirtiéndose en el partido con mayor respaldo popular. Le siguió el Partido Liberal Radical Auténtico (PLRA) con el 27 % de los votos, el movimiento independiente de centroizquierda Constitución Para Todos (CPT) con el 11 %, el Partido Revolucionario Febrerista (PRF) con el 1,2 % y el Partido Demócrata Cristiano con el 0,8 %.
La promulgación de la Constitución democrática tuvo lugar el 20 de junio de 1992, reemplazando a la anterior Constitución que había sido altamente autoritaria y estuvo en vigor desde 1967. Este nuevo marco constitucional busca establecer un sistema político más democrático y garantizar derechos fundamentales a todos los ciudadanos del país.

### Contenido
La actual Carta Magna mejoró considerablemente la protección de los derechos fundamentales. Esta constitución tiene un carácter en cierta manera híbrido, que no plantea un régimen parlamentario, ni tampoco uno absolutamente presidencialista, y otorga algunas atribuciones especiales al poder Legislativo, como la redacción del presupuesto general de la nación o el juicio político y remoción del presidente de la República, el vicepresidente, los ministros del Poder Ejecutivo, los ministros de la Corte Suprema de Justicia, el fiscal general del Estado, el defensor del Pueblo, el contralor general de la República, el subcontralor y los integrantes del Tribunal Superior de Justicia Electoral.

### Secciones
La ley fundamental se divide en dos partes:
Parte 1: De las declaraciones fundamentales, de los derechos, de los deberes y de las garantías.
Parte 2: De la estructura y de la organización del Estado.
A su vez, cada parte se subdivide en títulos, y estos a su vez se dividen en capítulos. La parte 1 consta de dos títulos: I. De las declaraciones fundamentales, y II. De los derechos, de los deberes y de las garantías. La parte 2 se divide en cinco títulos: I. De la Nación y del Estado, II. De la estructura y de la organización del Estado, III. Del Estado de Excepción, IV. De la reforma y de la enmienda de la Constitución, y V. De las disposiciones finales y transitorias.